# Adam Adamandy Kochański

Kochański-Näherungskonstruktion: Die (rote) Strecke A̅Z̅ ist ein sehr guter Näherungswert für den halben Kreisumfang bzw. für das Produkt.

Adam Adamandy Kochański (* 5. August 1631 in Dobrzyń nad Wisłą, Polen; † 17. Mai 1700 in Teplitz, Böhmen) war ein polnischer Mathematiker.
Kochański besuchte ein Gymnasium in Thorn und studierte ab Jahr 1652 in Vilnius Philosophie, Mathematik, Physik und Theologie. Später unterrichtete er diese Fächer u. a. in Florenz, Prag, Breslau, Mainz und Würzburg. Im Jahre 1677 wurde er in Warschau zum Hofmathematiker und Bibliothekar des Königs Johann III. Sobieski.
Bekannt ist vor allem seine 1685 entwickelte sogenannte Näherungskonstruktion von Kochański, mit der ein Quadrat konstruiert werden kann, das nahezu flächengleich zu einem gegebenen Kreis ist, also eine näherungsweise Lösung der Quadratur des Kreises darstellt.
Kochański hat sich ebenfalls mit den Problemen der Konstruktion der mechanischen Uhren beschäftigt.